# Атанас Доев
Атанас Неделев (Недялков) Доев (Дойнов) е български опълченец, участник във Втора опълченска дружина.
Руско-българската бригада е едно от най-големите формирования на българските доброволци преди Освобождението. Решението за създаването ѝ било взето към средата на юли 1876 г. от сръбското военно командване, по предложение на руския генерал Михаил Черняев, изграждането на бригадата се извършва между 16 и 30 август същата година. В Руско-българската бригада е зачислен във II батальон. След Освобождението Атанас Доев е доброволец и взима участие в Сръбско-българската война.
Атанас Доев е роден през 1848 г. в село Копривщица и почива в родното си място през 1932 г.
Паметна плоча на Атанас Неделев Доев – опълченец се намира в района на Централни гробища и ул. „Илия Блъсков“ № 6, в град Пловдив.